# 1989 v športu
1989 v športu.

## Avto - moto šport
- Formula 1: Alain Prost, Francija, McLaren – Honda, slavi s štirimi zmagami in 76 točkami,  konstruktorski naslov je šel prav tako v roke moštva McLaren – Honda, ki je osvojilo skupaj 141 točk
- 500 milj Indianapolisa: slavil je Emerson Fittipaldi, Brazilija, z bolidom Penske/Chevrolet, za moštvo Patrick Racing, Incorporated[1]

## Kolesarstvo
- Tour de France 1989: Greg LeMond, ZDA
- Giro d'Italia: Laurent Fignon, Francija

## Košarka
- Pokal evropskih prvakov: KK Split (Jugoplatika) slavi svoj prvi od treh zaporednih naslovov prvaka
- NBA: Detroit Pistons slavijo s 4 proti 0 v zmagah nad Los Angeles Lakers, MVP finala je Joe Dumars[2]
- EP 1989: 1. Jugoslavija, 2. Grčija, 3. Sovjetska zveza[3]

## Nogomet
- Pokal državnih prvakov: AC Milan slavi s 4-0 proti Steaui[4]

## Smučanje
- Alpsko smučanje:  
  - Svetovni pokal v alpskem smučanju, 1989
    - Moški: Marc Girardelli, Luksemburg, njegov tretji naslov[5]
    - Ženske: Vreni Schneider, Švica, njen prvi naslov[6]

  - Svetovno prvenstvo v alpskem smučanju – Vail 1989:
  - Moški: 
    - Slalom: Rudolf Nierlich, Avstrija
    - Veleslalom: Rudolf Nierlich, Avstrija
    - Superveleslalom: Martin Hangl, Švica
    - Smuk: Hansjörg Tauscher, Nemčija
    - Kombinacija: Marc Girardelli, Luksemburg

  - Ženske: 
    - Slalom: Mateja Svet, Jugoslavija
    - Veleslalom: Vreni Schneider, Avstrija
    - Superveleslalom: Ulrike Maier, Avstrija
    - Smuk: Maria Walliser, Švica
    - Kombinacija: Tamara McKinney, ZDA
- Nordijsko smučanje: 
  - Svetovni pokal v smučarskih skokih 1989: 
    - Moški: 1. Jan Boklöv, Švedska, 2. Jens Weißflog, Nemčija, 3. Dieter Thoma, Nemčija[7]
    - Pokal narodov: 1. Norveška, 2. Finska, 3. Avstrija

## Tenis
- Turnirji Grand Slam za moške:
  - 1. Odprto prvenstvo Avstralije: Ivan Lendl, Češkoslovaška[8]
  - 2. Odprto prvenstvo Francije: Michael Chang, ZDA
  - 3. Odprto prvenstvo Anglije – Wimbledon: Boris Becker, Nemčija[9]
  - 4. Odprto prvenstvo ZDA: Boris Becker, Nemčija
- Turnirji Grand Slam za ženske:
  - 1. Odprto prvenstvo Avstralije: Steffi Graf, Nemčija[10]
  - 2. Odprto prvenstvo Francije: Arantxa Sánchez Vicario, Španija
  - 3. Odprto prvenstvo Anglije – Wimbledon: Steffi Graf, Nemčija[11]
  - 4. Odprto prvenstvo ZDA: Steffi Graf, Nemčija
- Davisov pokal: Nemčija slavi s 3-2 nad Švedsko[12]

## Hokej na ledu
- NHL – Stanleyjev pokal: Calgary Flames slavijo s 4 proti 2 v zmagah nad Montreal Canadiens
- SP 1989: Sovjeti osvojijo zlato, Kanadčani srebro ter Češkoslovaška bron[13]

## Rojstva
- 1. januar: Žiga Pance, slovenski hokejist
- 10. januar: Jasmin Kurtić, slovenski nogometaš
- 13. januar: Tim Matavž, slovenski nogometaš
- 26. januar: Jan Urbas, slovenski hokejist
- 11. februar: Alexander Büttner, nizozemski nogometaš
- 14. februar: Jurij Tepeš, slovenski smučarski skakalec
- 21. februar: Roman Bezjak, slovenski nogometaš
- 1. marec: Carlos Vela, mehiški nogometaš
- 2. marec: Marcel Hirscher, avstrijski alpski smučar
- 13. marec: Vanja Brodnik, slovenska alpska smučarka
- 21. marec: Jordi Alba,  španski nogometaš
- 27. marec: Jaka Ankerst, slovenski hokejist
- 4. april: Dean Bombač, slovenski rokometaš
- 4. april: Zoran Dragić, slovenski košarkar
- 12. junij:  Boštjan Goličič, slovenski hokejist
- 18. junij: Anna Fenninger, avstrijska alpska smučarka
- 9. julij: Roman Koudelka, češki smučarski skakalec
- 16. julij: Gareth Bale, valižanski nogometaš
- 18. julij: Aljaž Bedene, slovensko-britanski tenisač
- 19. julij: Rune Velta, norveški smučarski skakalec
- 3. avgust: Jules Bianchi, francoski dirkač ( † 2015)
- 13. september: Thomas Müller , nemški nogometaš
- 4. oktober: Viktoria Rebensburg, nemška alpska smučarka
- 29. oktober: Primož Roglič, slovenski smučarski skakalec

## Smrti
- 1. februar: Erik Persson, švedski hokejist, (* 1909)
- 26. marec: Asbjørn Ruud, norveški smučarski skakalec, (* 1919)
- 3. april: Viktor Nikiforov, ruski hokejist, (* 1931)
- 9. april: Birger Holmqvist, švedski hokejist, (* 1900)
- 25. maj: Jean Despeaux, francoski boksar, (* 1915)
- 6. junij: Bohumil Steigenhöfer , češki hokejist, (* 1905)
- 20. september: Richie Ginther, ameriški dirkač Formule 1, (* 1930)
- 20. september: Stig Tvilling, švedski hokejist, (* 1928)
- 9. oktober: Sven Israelsson, švedski nordijski kombinatorec, (* 1920)
- 1. november: Max Streib, švicarski rokometaš, (* 1912)
- ? November: Edouard Candeveau, švicarski veslač, (* 1898)
- 15. december: Anders Andersson, švedski hokejist, (* 1937)
- 26. december: Doug Harvey, kanadski hokejist, (* 1924)